# Descrição do recurso e acesso
Resource Description and Access (RDA) é um padrão para catalogação descritiva lançado inicialmente em junho de 2010,  fornecendo instruções e diretrizes para a formulação de dados bibliográficos. Destinado para uso por bibliotecas e outras organizações culturais, tais como museus e arquivos, o RDA é o sucessor do Anglo-American Cataloguing Rules, Segunda Edição (AACR2).
A catalogação veio para dar liberdade plena ao usuário que necessita fazer consulta dos materiais que servirão de suporte para suas pesquisas acadêmicas. O catálogo online ajudou o usuário a se familiarizar com as bibliotecas e conhecer o seu acervo de maneira mais aprofundada. Com o auxílio da representação descritiva que o sistema de catalogação eletrônica ou digital tem disponibilizado facilidades para os usuários tenham mais interesses em acessar os materiais de estudos.
Até os dias de hoje era usada a AACR2 como um sistema de padronização para a catalogação no Brasil e fora por ser um sistema Anglo-Americano. Mas com a decisão da IFLA de não dar mais continuidade para mais uma edição atualizada do AACR2, Os catalogadores contaram com a nova norma de catalogação apoiada numa estrutura teórica e projetada para o ambiente digital. A catalogação em Recursos: Descrição e Acesso (RDA) irá substituí-la.

## Contexto
O RDA surgiu da Conferência Internacional sobre os Princípios E o Desenvolvimento Futuro do AACR, realizada em Toronto, em 1997. É publicado conjuntamente pela American Library Association, a Federação Canadense de Associações de bibliotecários, e o Chartered Institute of Library and Information Professionals (CILIP) no Reino Unido. A manutenção da RDA é da responsabilidade do Comitê de Orientação da RDA (COR). A partir de 2015, a COR está passando por uma transição para uma estrutura de governança internacional, prevista para vigorar em 2019.
As instruções e diretrizes do RDA estão disponíveis por meio do RDA Toolkit, um serviço de assinatura on-line e em formato de impressão.
Os materiais e textos de treinamento da RDA estão disponíveis on-line e impresso.

## Características
O RDA é um pacote de elementos de dados, diretrizes e instruções para criar metadados de recursos de bibliotecas e patrimônios culturais que são bem formados de acordo com modelos internacionais para aplicativos de dados vinculados focados no usuário. Os modelos conceituais subjacentes para RDA são os Requisitos Funcionais para Registros Bibliográficos (FRBR), Functional requirements for Authority Data (FRAD) e Functional requirements for Subject Authority Data (FRSAD) mantido pela IFLA, e estarão em conformidade com o Modelo de Referência de Biblioteca da IFLA. que os consolida.

## Vocabulário RDA
O RDA Vocabularies é uma representação das entidades, elementos, designadores de relacionamento, e termos controlados do RDA em RDF (Resource Description Framework). Os Vocabulários são destinados ao suporte de dados vinculados aplicações usando o RDA. Eles são mantidos em Open Metadata Registry (Registros de Metadados Abertos), um registro de metadados, e lançado via GitHub e a RDA de Registro.
Os rótulos, definições e outras anotações textuais legíveis por humanos nos Vocabulários são conhecidos como Referência RDA. Os dados de referência do RDA são usados na produção do conteúdo do RDA Toolkit
Os RDA Vocabularies e o RDA Reference estão disponíveis sob uma licença aberta.

## Internacionalização
RDA está em sintonia com a Declaração dos Princípios Internacionais de Catalogação publicado pela IFLA em 2009 e atualizados em 2016.
O Comitê de Diretores da RDA, agora o Conselho da RDA, anunciou seu compromisso com a internacionalização da RDA em 2015. Isto reflecte-se na nova estrutura de governança com representação baseada na Regional das Nações Unidas Grupos, incluindo, África, Ásia, Europa, América latina e Caribe, América do Norte e Oceania.
A partir de maio de 2017, o RDA Toolkit foi traduzido do inglês para catalão, Chinês, finlandês, francês, alemão, italiano e espanhol. RDA de Referência está sendo traduzido para estes idiomas, bem como outros, incluindo árabe, dinamarquês, holandês, grego, hebraico, sueco, Vietnamita.

## Adesão do RDA
- Biblioteca do Congresso: Inicio da implementação em março de 2012.
- Biblioteca e Arquivos do Canadá: Totalmente implementada desde setembro de 2013.
- Biblioteca britânica: Atualmente em fase de implementação.
- Biblioteca Nacional da Austrália: Atualmente em fase de implementação.
- Deutsche Nationalbibliothek: Atualmente em fase de implementação.
- Biblioteca Central Irmão José Otão (PUCRS): implementada em 2016.

### Oposição
Nos Estados Unidos, a comunidade de catalogação expressou reservas sobre o novo padrão em relação ao caso de negócios para RDA em uma economia deprimida e ao valor dos objetivos declarados da norma. Michael Gorman, um dos autores do AACR2, foi particularmente vocal na expressão de sua oposição às novas diretrizes, alegando que a RDA foi mal escrita e organizada, e que o plano para RDA desnecessariamente abandonou as práticas de catalogação estabelecidas. Outros achavam que a RDA era muito enraizados nas práticas do passado e, portanto, não foi uma visão para o futuro. Em resposta a essas preocupações, as três bibliotecas nacionais dos Estados Unidos (Biblioteca do Congresso, Biblioteca Nacional de Medicina, e o Biblioteca Nacional de Agricultura) organizaram um teste nacional do novo padrão.
Em 13 de junho de 2011, a Biblioteca do Congresso, a Biblioteca Nacional Agrícola e a Biblioteca Nacional de Medicina divulgaram os resultados de seus testes O teste descobriu que a RDA até certo ponto atingiu a maioria das metas que o JSC apresentou para o novo código e não conseguiu atingir alguns desses objetivos. O Comitê de Coordenação admitiu que eles "lutaram com a articulação de um caso de negócios para a implementação da RDA", no entanto, o relatório recomendou que a RDA fosse adotada pelas três bibliotecas nacionais, dependendo de várias melhorias sendo feitas.A data mais próxima possível para a implementação foi dada em janeiro de 2013, pois o consenso que emergiu da análise dos dados do teste mostrou que, embora houvesse benefícios discerníveis para a implementação da RDA, esses benefícios não seriam realizados sem outras mudanças nas práticas atuais de catalogação, incluindo o desenvolvimento. um sucessor do formato MARC
Várias outras instituições estiveram envolvidas no teste RDA. Muitas dessas instituições documentaram suas descobertas em uma edição especial do Cataloging & Classification Quarterly.